# Drosophila paenehamifera
Drosophila paenehamifera este o specie de muște din genul Drosophila, familia Drosophilidae, descrisă de Hardy și Kaneshiro în anul 1969. Conform Catalogue of Life specia Drosophila paenehamifera nu are subspecii cunoscute.